# Lady Sings the Blues
Pour plus de détails, voir Fiche technique et Distribution.
Lady Sings the Blues est un film américain réalisé par Sidney J. Furie, sorti en 1972.

## Synopsis
Ce film est inspiré de la vie de la chanteuse de jazz Billie Holiday.

## Fiche technique
- Titre : Lady Sings the Blues
- Réalisation : Sidney J. Furie
- Scénario : Chris Clark, Terence McCloy et Suzanne de Passe d'après le livre de William Dufty et Billie Holiday
- Production : Brad Dexter, Berry Gordy, Jay Weston et James S. White
- Musique : Michel Legrand
- Costumes : Ray Aghayan, Bob Mackie et Norma Koch
- Photographie : John A. Alonzo
- Montage : Argyle Nelson Jr.
- Pays d'origine : États-Unis
- Format : Couleurs - 2,35:1 - Mono
- Genre : Biopic et drame
- Durée : 144 minutes
- Date de sortie : 1972
- Affiche : Bill Gold (États-Unis)

## Distribution
- Diana Ross : Billie Holiday
- Billy Dee Williams : Louis McKay
- Richard Pryor : Pianiste
- James T. Callahan : Reg Hanley
- Paul Hampton : Harry
- Virginia Capers : Mama Holiday
- Yvonne Fair : Yvonne
- Isabel Sanford : Madame
- Ned Glass : Agent
- George Wyner : Maître de cérémonie
- Scatman Crothers : Big Ben
- Larry Duran : premier loubard
- Milton Selzer : Docteur
- Paulene Myers : Mme Edson
- Lynn Hamilton : Tante Ida
- Jester Hairston : Majordome

## Autour du film
Avec le drame d'espionnage britannique Ipcress, danger immédiat, sorti en 1966, Lady Sings the Blues est le film le plus célèbre du réalisateur Sidney J. Furie.  Il s'agit également du premier rôle au cinéma de la chanteuse Diana Ross.  On note aussi la présence d'un jeune Richard Pryor dans un rôle secondaire.
Lady Sings the Blues fait la clôture du Festival de Cannes de 1973. Le film récolte de plus cinq nominations aux Oscars et Diana Ross est en lice pour le trophée de la meilleure interprète féminine.  Ross sera également en nomination aux Golden Globes et aux prix britanniques BAFTA.
Le destin de Billie Holiday fait l'objet de deux autres films : Billie, un documentaire réalisé par James Erskine sorti en 2019, et Billie Holiday, une affaire d'État, un drame biographique de Lee Daniels, qui sort en 2021.  Le rôle de Billie Holiday y est tenu par Andra Day.